# 完璧ワイフによる完璧な復讐計画
『完璧ワイフによる完璧な復讐計画』（かんぺきワイフによるかんぺきなふくしゅうけいかく）は、雪村こはるによるオンライン小説。小説投稿サイト『エブリスタ』（エブリスタ）にて連載された。
佐倉サク構成、錦ヒトミ作画による漫画版が「マンガMee」（集英社）にて2023年7月5日より連載されている。
2024年8月より、毎日放送にてテレビドラマが放送された。

## 登場人物
雨宮成美（あまみや なるみ）→ 望月成美（もちづき なるみ）
主人公。初登場時:30歳。才色兼備で完璧な妻。旧姓：望月。結婚した時点で父親を病気で亡くし、実家は母親と兄1人がいる。平成5（1993）年生まれ。
子供を望んでいたところで、夫・柊斗の不倫を知り、離婚のために証拠集めに奔走する。隠しカメラでの撮影した映像で柊斗と愛人による裏切りを知っても冷静だが、内心は柊斗にひどく裏切られ深く傷ついた気持ちを抱いている。柊斗との夫婦関係の決着をつけるべく、離婚調停中では担当弁護士の協力で柊斗の不貞行為の撮影映像を雨宮家、有馬家に向けて公開し、柊斗と莉々花を追い詰める。柊斗との離婚後も旧姓名義で看護師の仕事を続ける。
雨宮柊斗（あまみや しゅうと）
成美の夫。税理士。初登場時:33歳。平成2（1990）年8月26日生まれ。容姿端麗で、愛妻家。外面がいいが、実際の性格は腹黒い。
莉々花とは9ヶ月前から不倫関係を持っている一方、子供願望をもつ成美を内心疎ましく感じる。もともと家事はこなすタイプでないため成美に任せきり。莉々花との不倫を知った成美から慰謝料を求められたあと、離婚調停では成美の立場を不利にさせようと偽りを並べるが、不倫事実を認めないことで証拠として既に撮られた不貞行為の映像を見せつけられる羽目になる。成美との離婚を目前に、両親にそれぞれ不倫相手がいることを初めて知る。谷村弁護士のもとで離婚届提出したあとは成美との離婚が成立する。離婚成立後は何もないかのように出勤するが、小坂社長に不倫事実を知られてしまう。
莉々花の父親・貞明からの依頼で周に変わって顧問税理士としての仕事を始める目前に、「アリマハウジング」の耐震偽装問題が発覚。自身の34歳誕生日に貞明とともに記者会見に列席し、その後ネット上で個人情報も含めてユーザーからの書き込みが絶えなかった。
柏木瑞希（かしわぎ みずき）
柊斗の同僚。税理士。33歳。女性にモテる。柊斗から成美との不倫を持ちかけられ、高額な報酬で引き受けて成美を落とそうと画策する。父親は現在入院中だが、過去に別の女性と不倫をしていたことがある。柊斗と自分が成美に慰謝料請求しようという計画（法的には詐欺未遂罪も）が柊斗との会話の録音で知った成美の怒りを買ってしまう。柊斗、莉々花と同時に内容証明を受け取ったあと、自分勝手に怒る柊斗と電話中に揉める。
有馬莉々花（ありま りりか）→ 雨宮莉々花（あまみや りりか）
成美の後輩。23歳。看護師。柊斗と不倫関係にある愛人。容姿は可愛いが、自惚れは強く柊斗の本命は自分だと思っている。父親は不動産会社の経営者、母親は病院の管理担当の看護師で、裕福な家庭環境で育ってきた。
成美が柊斗の不倫の証拠を集めているとは知らずに、父親から紹介された婚約者と婚約中であるのにかかわらず、ラブホテルやマンションでも柊斗と関係を持ち続けている。成美に不倫が既にバレて柊斗と同様に慰謝料を求められる。成美と柊斗の離婚調停では、柊斗との不貞のやりとりと行為の映像の公開を止めようとしたことで怒りを爆発させた成美から平手打ちを受け激昂される。離婚調停の終わる手前、家族の面前で柊斗の子供を既に妊娠しているという嘘の告白をする。
不倫を知られることなく看護師を続けているが、成美に柊斗との結婚宣言をする際でも馬鹿さ加減は変わらずそのことで成美に呆れられる。略奪不倫を経て柊斗と結婚するが、家事は普段自分で行なっていないため壊滅的である。ネット情報によると、高校の時は交際相手がたくさんいるうえに人の彼氏を奪った過去があり実際は周囲からの評判はあまりよくなかったとされる。
守屋周（もりや あまね）
瑞希の大学時代の後輩。税理士。
大学1年のとき、税理士試験一科目の不合格で荒んでいたところで瑞希と初めて出会う。大学2年のときに瑞希に勉強を見てもらっているうちに性格と言動が改まり徐々に心を開くようになった。愛妻家で、不倫や浮気をとても許せない。「アリマハウジング」など企業の経営事情に詳しく、不正調査は対象の企業や関係者に知られないよう慎重に進めている。莉々花の父親の不正を既に知っていて、自主的に「アリマハウジング」の顧問税理士を辞職する。
守屋律（もりや りつ）
周の兄。父親と同じく弁護士。保身のためには凄まじい行動力を持つ。瑞希からの馬鹿げた案件に振り回されるものの、周が瑞希にお世話になったという縁で引き受ける。初対面の成美に瑞希が謝罪したい旨を伝えた上で「刑事事件として警察へは行かない訴えない」という書類への署名を求める。成美の離婚調停を前に、同じ弁護士の達也と契約し、成美、瑞希とも初めて4人で顔合わせする。そこでの情報交換では、産科に受診した莉々花が実際妊娠していなかった旨を伝える。
雨宮省吾（あまみや しょうご）
柊斗の父親。妻に頭が上がらない。離婚調停に呼ばれて妻と柊斗の自宅を訪れる。柊斗と別居中で怒りの収まらない成美を宥めるが、自身も成美に睨まれる。家や環からの重圧から逃れようと若い女性と既に不倫関係を持ち、成美と谷村弁護士からの依頼を受けた探偵の調査によって不倫事実が発覚される。
雨宮環（あまみや たまき）
柊斗の母親で、省吾の妻。専業主婦。雨宮家に嫁いでから妻・母親として家事と子育てに生きがいを持ち続けている。柊斗には甘い一方で、息子の嫁となった成美には厳しく、「子供はまだなのか」など口やかましく電話でも催促する。成美と柊斗との離婚調停の場で荒げた声で成美を責め、成美から冷静な怒りを買う。柊斗の不倫を否定するが、成美と谷村弁護士から柊斗の不貞行為の貴重な証拠を映像で見せられ省吾とともに衝撃を受ける。不倫の件で柊斗に非があることを認めるものの、不倫されるような人間に非があると成美を非難する。省吾の不倫と同様に、若い男性との不倫関係があることを谷村弁護士と成美に明らかにされる。省吾とはそれぞれ不倫関係のあるときから夫婦関係は既に破綻している。
有馬貞明（ありま さだあき）
莉々花の父親。不動産会社「アリマハウジング」を経営している。周の調査によると、耐震偽装や横領など不正や数々のクレームが絶えない。溺愛している一人娘の莉々花には甘い。離婚調停の場では、柊斗と不倫関係を持つ莉々花を庇うが、莉々花が柊斗との不貞行為を映像公開中に夫婦揃って知る。
莉々花が柊斗と略奪不倫を経ての結婚し、柊斗が「アリマハウジング」の顧問税理士に新任すると束の間、「アリマハウジング」の耐震偽装問題が発覚され、柊斗とともに記者会見を行う。
有馬涼香（ありま すずか）
莉々花の母親で、貞明の妻。理知的な性格の持ち主。看護師として病院の管理を務める。病院の現場担当していたときに、怪我で入院していた貞明と知り合って結婚し、莉々花を儲けた。講義をよく開くほど看護師業界で有名。成美と柊斗との離婚、莉々花と柊斗の不倫関係を巡り、莉々花、貞明とともに成美と柊斗の離婚調停に立ち会う。
バツイチになった柊斗と再婚する莉々花の妊娠が嘘（実際は妊娠していない）という事実を柊斗の電話で知らされ莉々花の本性に初めて気づく。
谷村達也（たにむら たつや）
成美が友人に紹介してもらった有能な弁護士。離婚調停が得意分野で、勝率が高い。律と周の父親には弁護士という繋がりでお世話になっている。成美と柊斗との離婚問題の解決後も律と引き続き協力し、「アリマハウジング」の耐震偽装問題追及では柊斗と貞明を減刑しないという方針で追い詰める。
小坂（こさか）
柊斗と瑞希の勤める税理事務所が担当する会社社長。柊斗が息子の婚約者である莉々花と不倫していることを知り、息子の気持ちを蔑ろにされた思いから柊斗を社長室に呼び出す。
小坂寛文（こさか ひろふみ）
小坂社長の息子。莉々花の婚約者。法律事務所からの電話で、婚約中に莉々花の男性トラブルと不倫を知る。

## 書誌情報
- 雪村こはる（原作）・佐倉サク（構成）・錦ヒトミ（作画）『完璧ワイフによる完璧な復讐計画』集英社〈マーガレットコミックス〉、既刊4巻（2025年3月25日現在）
  1. 2024年7月25日発売[3][集 1]、ISBN 978-4-08-843045-4
  2. 2024年7月25日発売[3][集 2]、ISBN 978-4-08-843046-1
  3. 2024年11月25日発売[集 3]、ISBN 978-4-08-843073-7
  4. 2025年3月25日発売[集 4]、ISBN 978-4-08-843125-3

## テレビドラマ
2024年8月14日（13日深夜）から10月2日（1日深夜）まで毎日放送の「ドラマイズム」枠で放送された。主演は中村ゆりかと犬飼貴丈。

### キャスト

#### 主要人物
雨宮成美（あまみや なるみ）〈30〉
演 - 中村ゆりか
才色兼備で、仕事と家事を完璧にこなす理想的な妻。夫の不倫が発覚し、夫への復讐を決意。
雨宮柊斗（あまみや しゅうと）〈33〉
演 - 犬飼貴丈
成美の夫。成美の後輩・莉々花と不倫関係にある。

#### 周辺人物
柏木瑞希（かしわぎ みずき）〈33〉
演 - 中村海人
柊斗の税理士事務所の同僚。成美との不倫を持ちかけられ、高額な報酬で引き受ける。
有馬莉々花（ありま りりか）〈23〉
演 - 三原羽衣
成美の後輩。看護師。柊斗と不倫関係をもつ。

### スタッフ
- 原作 - 雪村こはる『完璧ワイフによる完璧な復讐計画』（集英社）[2]
- 脚本 - 今西祐子、相馬光、いながわ亜美[2]
- 監督 - 湯浅弘章、富田未来、小野田玄[2]
- オープニング主題歌 - GENIC「Sorry not sorry」（avex trax）[4]
- エンディング主題歌 - yukaDD「Crush」（avex trax）[5]
- 音楽 -  TAKASHI TSUZUKI[6]、都筑清太郎
- チーフプロデューサー - 西山剛史、丸山博雄
- プロデューサー - 高井美沙、村島亘、大島康寛、中澤研太
- 制作プロダクション - 東北新社[2]
- 製作幹事 - エイベックス・ピクチャーズ
- 製作 - 「完璧ワイフによる完璧な復讐計画」製作委員会、毎日放送[2]

### 放送日程
| 話数   | 放送日   | サブタイトル                                                       | 脚本         | 監督     |
| ------ | -------- | ------------------------------------------------------------------ | ------------ | -------- |
| 第1話  | 08月14日 | 『予兆』愛していた夫が実は…… 完璧ワイフによる完璧な復讐劇、開幕――! | 今西祐子     | 湯浅弘章 |
| 第2話  | 08月21日 | 『饗宴』愛憎渦巻くホームパーティー                                 | 今西祐子     | 湯浅弘章 |
| 第3話  | 08月28日 | 『全貌』完璧ワイフがたどり着いた衝撃の事実                         | 相馬光       | 富田未来 |
| 第4話  | 09月04日 | 『反撃』全てを知った妻の復讐計画                                   | 相馬光       | 富田未来 |
| 第5話  | 09月11日 | 『混沌』復讐妻の心の迷い                                           | いながわ亜美 | 富田未来 |
| 第6話  | 09月18日 | 『証拠』成美が得た決定的な証拠とは!?                               | いながわ亜美 | 小野田玄 |
| 第7話  | 09月25日 | 『対決』妻と不倫夫が直接対決!復讐計画の行く末は―!?                 | 今西祐子     | 湯浅弘章 |
| 最終話 | 10月02日 | 『終焉』完璧妻が辿り着いた幸せとは――?                              | 今西祐子     | 湯浅弘章 |

### ネット局
| 放送期間                | 放送時間                     | 放送局    | 対象地域   | 備考   |
| ----------------------- | ---------------------------- | --------- | ---------- | ------ |
| 2024年8月14日 - 10月2日 | 水曜 0:59 - 1:29（火曜深夜） | 毎日放送  | 近畿広域圏 | 製作局 |
|                         | 水曜 1:28 - 1:58（火曜深夜） | TBSテレビ | 関東広域圏 |        |

### ネット配信
| 配信開始月 | 配信サイト    | 配信料金     | 備考       |
| ---------- | ------------- | ------------ | ---------- |
| 2024年8月  | TVer          | 広告付き無料 | 見逃し配信 |
| 2024年8月  | MBS動画イズム | 広告付き無料 | 見逃し配信 |

| 毎日放送 ドラマイズム    | 毎日放送 ドラマイズム          | 毎日放送 ドラマイズム      |
| 前番組                   | 番組名                         | 次番組                     |
| ------------------------ | ------------------------------ | -------------------------- |
| 墜落JKと廃人教師 Lesson2 | 完璧ワイフによる完璧な復讐計画 | その着せ替え人形は恋をする |

### 関連商品
2025年3月28日よりBlu-ray BOXが発売予定。
| 発売日             | タイトル                                   | 品番     | 備考 |
| ------------------ | ------------------------------------------ | -------- | ---- |
| 2025年03月28日予定 | 完璧ワイフによる完璧な復讐計画 Blu-ray-BOX | BIXJ-438 |      |

### 集英社BOOK NAVI
以下の出典は『集英社BOOK NAVI』（集英社）内のページ。書誌情報の発売日の出典としている。
1. ↑  “完璧ワイフによる完璧な復讐計画 1”. 集英社. 2024年7月31日閲覧.
2. ↑  “完璧ワイフによる完璧な復讐計画 2”. 集英社. 2024年7月31日閲覧.
3. ↑  “完璧ワイフによる完璧な復讐計画 3”. 集英社. 2024年11月25日閲覧.
4. ↑  “完璧ワイフによる完璧な復讐計画 4”. 集英社. 2025年3月25日閲覧.